# Моравский, Игнатий Феликс
Игнатий Феликс Моравский (пол. Ignacy Feliks Morawski; 1744, Литва — 7 марта 1790, Несвиж, Новогрудское воеводство) — генерал-майор армии Речи Посполитой, кавалер высшего польского ордена Белого Орла (1784). 

## Биография

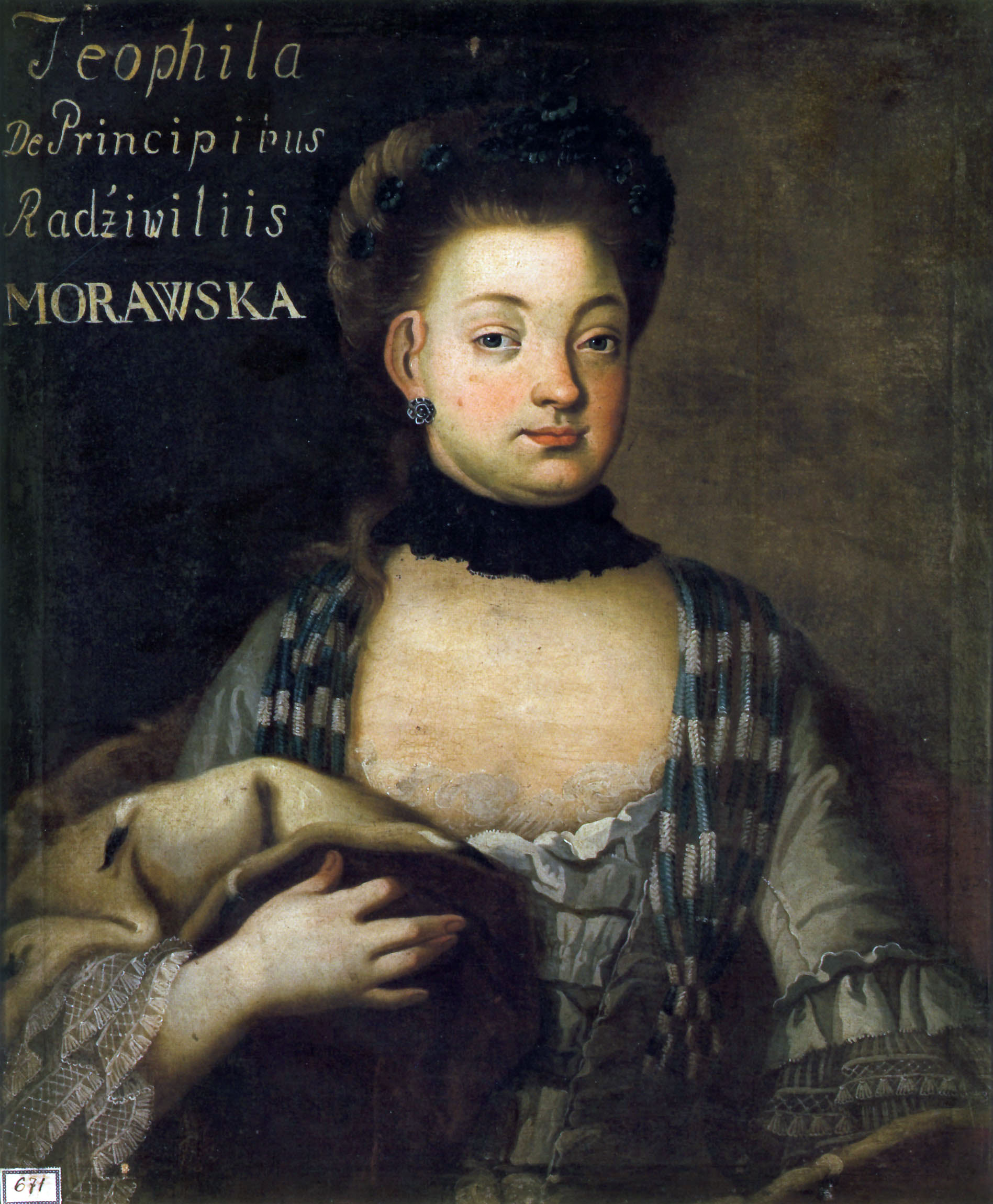
Княжна Теофила-Констанция Радзивилл, супруга Моравского

Шляхтич герба Домброва. Родился около 1744 года в семье Михаила Моравского и его супруги Катарины, урождённой Мировицкой. Моравские были небогатыми дворянами и вассалами магнатского рода князей Радзивиллов.
Игнатий служил корнетом в гусарском полку частной армии князя Кароля Станислава Радзивила по прозвищу Пане Коханку (1734—1790). В этом качестве в 1764 году принимал участие в сражении под Слонимом, произошедшем вскоре после окончания избирательного сейма 1764 года, в котором армия Радзивилла была разгромлена русскими войсками, присланными его политическими противниками — магнатской группировкой Чарторыйских-Понятовских (так называемой «Семьёй»). 
Непосредственной свидетельницей сражения, по собственному желанию, стала незамужняя сестра князя Радзивилла, Теофила-Констанция (польск.; 1738—1807), отличавшаяся независимым характером. Вскоре после битвы она, по собственному почину, вышла замуж за Моравского. Новобрачных обвенчал во Львове епископ Вацлав Иероним Сераковский. Польское общество восприняло этот брак как мезальянс: представительница богатейшего княжеского рода вышла замуж за нетитулованного бедного дворянина лет на шесть моложе, который состоял на жаловании у её старшего брата.
Тем не менее, брак оказался счастливым, а Игнатию вдобавок обеспечил хорошую карьеру. Он стал генерал-майором, кавалером ордена Святого Станислава (1777), а затем и высшего польского ордена Белого Орла (1784). Также был кавалером баварского ордена Льва (предположительно; достоверно, что таким же орденом был награждён его сын). 
Скончался в 1790 году в Несвиже, центре владений Радзивиллов, и был похоронен там же.
Сыном Игнатия и Теофилы Радзивилл был генерал-майор Карл Моравский (1767—1841).